# Anfepramona
A anfepramona, também conhecida como dietilpropiona (nome comercial: Hipofagin, é um fármaco anorexígeno utilizado como adjuvante no tratamento da obesidade. Possui atividade similar mas com menor potência estimulante à anfetamina. Trata-se de uma anfetamina substituída e amina simpaticomimética. Estudos sugerem que este medicamento é de alta potência para tratratamento da obesidade, proporcionando perdas de peso em 84 dias, numa faixa entre 9,7 a 17,5 kg.
No Brasil em 2009 era mais vendido para mulheres e na forma manipulada. É mais consumido de acordo com a chegada do verão, por volta de outubro atinge seu pico máximo de venda. Os estados mais consumidores são São Paulo, Goiás, Santa Catarina, Distrito Federal e Rio Grande do Sul. Segundo o relatório do SNGPC de 2009 entre os médicos que mais prescreveram anfepramona estavam um gastroenterologista e um ginecologista, especialidades não condizentes com a prescrição do medicamento.
Foi retirada do mercado farmacêutico brasileiro em 4 de outubro de 2011 pela ANVISA. Em junho de 2017 foi liberado pelo Senado do Brasil sua produção, comercialização e consumo, mediante prescrição e orientação médica e com receita B2, que fica retida na farmácia após o aviamento.

## Indicações
A anfepramona é indicada no tratamento da obesidade exógena, usado durante algumas semanas junto à terapia de dietas com restrição calórica e exercícios físicos.

## Mecanismo de ação
A anfepramona tem ação no Sistema Nervoso Central. Produz efeito anorexígeno-saciogênico ao atuar no centro hipotalâmico da saciedade. Além disso, provoca estímulo no SNC, pode elevar a pressão arterial e produz efeito de tolerância. Em associação com uma dieta alimentar ficou estabelecido ser mais eficaz que a administração de uma dieta e placebo.
Atua na liberação da noradrenalina.  Este, age nos núcleos hipotalâmicos laterais inibindo a fome. Tem potencial de dependência e gera tolerância (são necessárias doses maiores com o passar do tempo para obter o mesmo efeito), além de alterações psíquicas.
O efeito do medicamento diminui com seu uso.

## Reações adversas e efeitos colaterais
Tem efeito sobre a ação anti-hipertensiva de várias substâncias tais como a guanetidina, clonidina, metildopa, boca seca, nervosismo, insônia, obstipação intestinal, irritabilidade, ansiedade, excitação, tremores, ao dormir muitas vezes tem pesadelos isso é o motivo maior da insonia,depressão e choro excessivo taquicardia e hipertensão arterial.
Os efeitos colaterais mais comuns são boca seca, constipação intestinal, irritabilidade, insônia e, mais raramente, taquicardia e hipertensão arterial.

## Uso recreativo
Autores de diferentes estudos sobre anfepramona afirmam que a substância tem um potencial relativamente pequeno de causar vício nos usuários.